# Хасимото, Нанами
Нанами Хасимото (яп. 橋本 奈々未 Хасимото Нанами, род. 20 февраля 1993, Асахикава, Хоккайдо) — японская певица, модель и участница японской идол гёрл-группы Nogizaka46.

## Биография
В августе 2011 года Хасимото прошла кастинги для первого поколения Nogizaka46. На прослушивании она исполняла песню «Tsubasa» японской рок-группы Under Graph. Она была выбрана в качестве одного из избранных членов для записи  дебютного сингла «Guruguru Curtain», выпущенного 22 февраля 2012 года.
С апреля по июнь 2013 года она снималась в главной роли теледраме NTV «Bad Boys J». Также в июле 2013 года она появилась во второстепенной роли в драме Fuji TV «Summer Nude». Хасимото дебютировала в фильме «Bad Boys J: Saigo ni Mamoru Mono», который был выпущен 9 ноября 2013 года.
23 марта 2015 года она была выбрана в качестве эксклюзивной модели для женского модного журнала CanCam с Саюри Мацумура, которая также является членом первого поколения Nogizaka46. Начиная с апреля 2015 года регулярно появляется на радиошоу Tokyo FM под названием School of Lock! в третью неделю каждого месяца.

## Появления

### Телесериалы
- Bad Boys J[англ.] (NTV, 2013), куми Йосимотоo[6]
- Summer Nude[англ.] (Fuji TV, 2013), Кийко Исикари[7]
- Love Riron (TV Tokyo, 2013)[11]
- Hatsumori Bemars[англ.] (TV Tokyo, 2015), Маракуи[12]
- Hana Moyu[англ.] (NHK, 2015)[13]

### Фильмы
- Bad Boys J: Saigo ni Mamoru Mono[англ.] (2013), Куми Йошито[8]
- Chōnōryoku Kenkyūbu no 3-nin (2014), Азуми Когуре[3]

### Радио
- School of Lock! (Tokyo FM[англ.]), каждые три недели, начиная с апреля 2015 года[10]

### Музыкальные видео
- Fumika — Endless Road (2014)[14]
- Fujifabric[англ.] — Girl! Girl! Girl! (2015)[15]

### Премии
- Girls Award 2014 Spring/Summer (19 апреля 2014)[16]
- Girls Award 2014 Autumn/Winter (1 октября 2014)[17]
- Girls Award 2015 Spring/Summer (29 апреля 2015)[18]

### Журналы
- CanCam[англ.], Shogakukan 1981-, появляется на обложке журнала с мая 2015 года[9]

### Фотоальбомы
- Kikan Nogizaka vol.3 Rōshū (4 сентября 2014, Tokyo News Service) ISBN 9784863364264[19]
- Yasashī Ibara (28 августа 2015, Gentosha) ISBN 9784344027947[20]